# アザフラーレン
アザフラーレン(Azafullerene)は、炭素原子が窒素原子で置換されたヘテロフラーレンである。また、ダイヤモンドより硬いと予測される六方晶窒化炭素を含む窒化炭素の分類にも入る。
最初に発見されたフラーレンであるバックミンスターフラーレンは、1985年にライス大学のリチャード・スモーリー、ロバート・カール、ジェームズ・ヒール、ハロルド・クロトーによって合成された。フラーレンは、炭素原子が空洞の球、楕円体、チューブ、その他の形を取った物質である。球状のフラーレンは、バッキーボールとも呼ばれ、サッカーボールに似た形をしている。フラーレンの構造は、六員環で構成されたグラフェンのシートが積み重なったグラファイトの構造に似ているが、フラーレンは五員環（また時には七員環）も持つ。
アザフラーレンは、1997年に初めて発見され、カリフォルニア州サイエンスフェアで発表された。この誘導体は、電力供給で繋がった2本のグラファイト棒の間の隙間に形成される。僅かな空気の漏れのために不活性気体の混入が生じ、反応が起きる。また、フラーレンの化学反応やグラファイトのレーザーアブレーションによっても生じる。
その後の研究によって、幅広いカーボンニトリドの構造が明らかになった。例えば、ビアザフラーレニル((C59N2)2)、ジアザ[60]フラーレン(C58N2)、トリアザ[60]フラーレン(C57N3)、48N12等がある。C48N12分子は、全て炭素原子でできた8つの環が電子の非局在化領域として働き、絶縁体になると計算されている。